# 울주군
울주군(蔚州郡, 영어: Ulju-gun)은 대한민국 울산광역시의 서부에 있는 군이다. 서쪽으로 경상남도 밀양시와 경상남도 양산시, 북쪽으로 경상북도 경주시, 동쪽으로는 울산 시내와 동해, 남쪽으로는 부산광역시 기장군이 인접한다. 삼남읍에는 경부고속철도 울산역이 있다. 달성군 다음으로 인구 2위인 군이며, 군청 소재지는 청량읍 율리이다. 행정구역은 6읍 6면이다.

## 역사

### 울산시 울주구 설치
울주군의 전신인 울주구(蔚州區)는 1995년 1월 1일 울산시와 울산군의 통합과 함께 설치되었다. 이 통합은 울산의 광역시 승격을 전제로 추진되었으며, 당시 울산시는 3개구로 구성되어 있었는데 통합과 함께 1개구를 증설하게 되었다.
당시 광역시 추진위원회 등에서는 생활권에 맞게 구의 관할 구역을 북부(중구, 농소), 서부(무거동 등 남구 일부, 범서, 언양권), 남부(남구 대부분, 온산온양권), 동부(동구, 강동)로 조정하자는 의견을 제시하였으나, 이는 여러 가지 이유로 반영되지 못했다.
1. 울산군존립대책위원회 등의 존재로 직접 거론을 못함
2. 울산시와 울산군의 통합은 한번 유보되었다가 급작스럽게 추진됨
3. 통합 과정에서의 현상유지 자세의 행정
4. 국회의원 등 정치가들의 선거구 변경에 따른 이해관계
5. 주민들의 복잡한 이해관계
6. 학술한테, 시민단체, 언론사 등의 생활권과 연계된 행정경계 조정에 대한 중요성 간과

결국 구의 관할 구역 조정은 논의 기회조차 갖지 못하고, 울산시와 울산군의 합병으로 통합 울산시가 설치되면서 울산군의 관할 구역에 그대로 구가 설치되었다. 구의 명칭에 대한 여론조사에서는 울산구 35.8%, 서구 33.6%, 울주구 19.2%, 문수구 6.4%, 기타 5%로 나타났으나 3위인 울주구로 결정되었다. 이로 인해 울산시와 울산군의 통합은 형식상 대등한 통합이었으나, 울산군이 시에 흡수합병되어 구청으로 격하되는 형태가 되었다. 울산시 측에서는 “울산군청을 독립된 구청으로 하여 울산군의 기능을 그대로 존치시켜 농어업 정책에 아무런 변화가 없도록 하겠다”고 했으나, 울산군에서는 “그럼 울주구청장이 울산시장의 영역을 떠나 군수의 권한 행위를 해도 되는건가” 등 일부 반발여론이 있었다.

### 울산광역시 울주군 설치
구 울산시와 울산군의 통합으로 성립된 통합 울산시는 이후 광역시 승격을 위한 절차를 밟기 시작했다. 그러나 울산의 모든 역량을 광역시 승격 자체에 집중한 탓에 자치구와 군의 관할 구역에 관해서는 심도있는 논의가 이루어지지 않았다. 1996년 4월 20일 통합 울산시의회에서 광역시승격 건의서를 가결하여 울산시장을 경유, 5월 15일에 경상남도청에 접수되었으나, 이틀 뒤인 5월 17일 경상남도지사는 구·군 설치 문제가 포함되지 않았다는 이유로 보완을 지시했다. 울산시는 광주와 대전의 선례에 따라 자치구·군의 개수를 5개로 정하고 6월 11일에 공청회를 열어 자치구·군의 관할 구역을 획정했다. 즉, 구·군 관할 구역 획정이라는 미래를 결정할 중요한 사항이 공청회 한번으로 결정된 것이다. 이렇게하여 중구 일부와 울주구 농소읍·강동면을 관할로 북구를 신설하고 울주구를 울주군으로 한다는 최소한의 구역 조정만 이루어졌다. 울산광역시는 생활권과 행정 구역을 일치 시킬 중요한 기회를 2번이나 놓치고, 울주군은 읍과 면을 포괄할 뿐인 생활권과는 무관계한 행정 구역이 되었다. 또한 이는 1991년 1월 1일부터 1994년 12월 31일까지 울산군이었던 역사가 잊히고 울주군이 1962년에 설치된 경상남도 울주군이 현재까지 존속하고 있다는 잘못된 인식이 퍼진 원인이 되었다.

### 연혁
- 1995년 1월 1일 : 울산시와 울산군의 통합으로, 기존 울산군(읍·면) 지역을 관할하는 울주구(蔚州區)가 설치되었다.[5]
- 1995년 3월 2일 : 농소면이 농소읍으로 승격하였다. (1읍 13면)
- 1996년 2월 1일 : 온산면과 언양면을 각각 읍으로 승격하였다. (3읍 11면)
- 1997년 7월 15일 : 경상남도 울산시가 울산광역시로 승격되어 울산광역시 울주군이 되었고, 농소읍, 강동면을 울산광역시 북구에 편입하였다. (2읍 10면)
- 2001년 3월 1일 : 온양면과 범서면을 각각 읍으로 승격하였다. (4읍 8면)
- 2002년 8월 30일 : 남구 무거동의 굴화2택지개발사업지구 내 아파트 지역[6]이 울주군 범서읍 굴화리로 편입되고 울주군 범서읍 굴화리의 공공시설용지 지역[7]이 남구 무거동으로 편입됨.[8]
- 2017년 12월 26일 : 군청사를 남구 옥동에서 청량면 율리로 이전하였다.
- 2018년 4월 3일 : 청량면이 청량읍으로 승격하였다. (5읍 7면)
- 2020년 11월 1일 : 삼남면이 삼남읍으로 승격하였다. (6읍 6면)

## 정치·행정

### 국회의원
현재 울주군의 국회의원은 서범수이다.

### 광역의원
경상남도 울주군에서는 경상남도의원 3명을 선출했다. 울산시가 광역시로 승격한 이후에는 울산광역시의원 2명을 선출하다가 제3회 지방 선거부터 3명을 선출하고 있다.

## 행정 구역
울주군의 행정 구역은 6읍 6면으로 구성되어 있다. 울주군의 면적은 756.05km2이며, 인구는 2022년 3월 말 주민등록 기준으로 22만1777명, 9만8941가구이다.

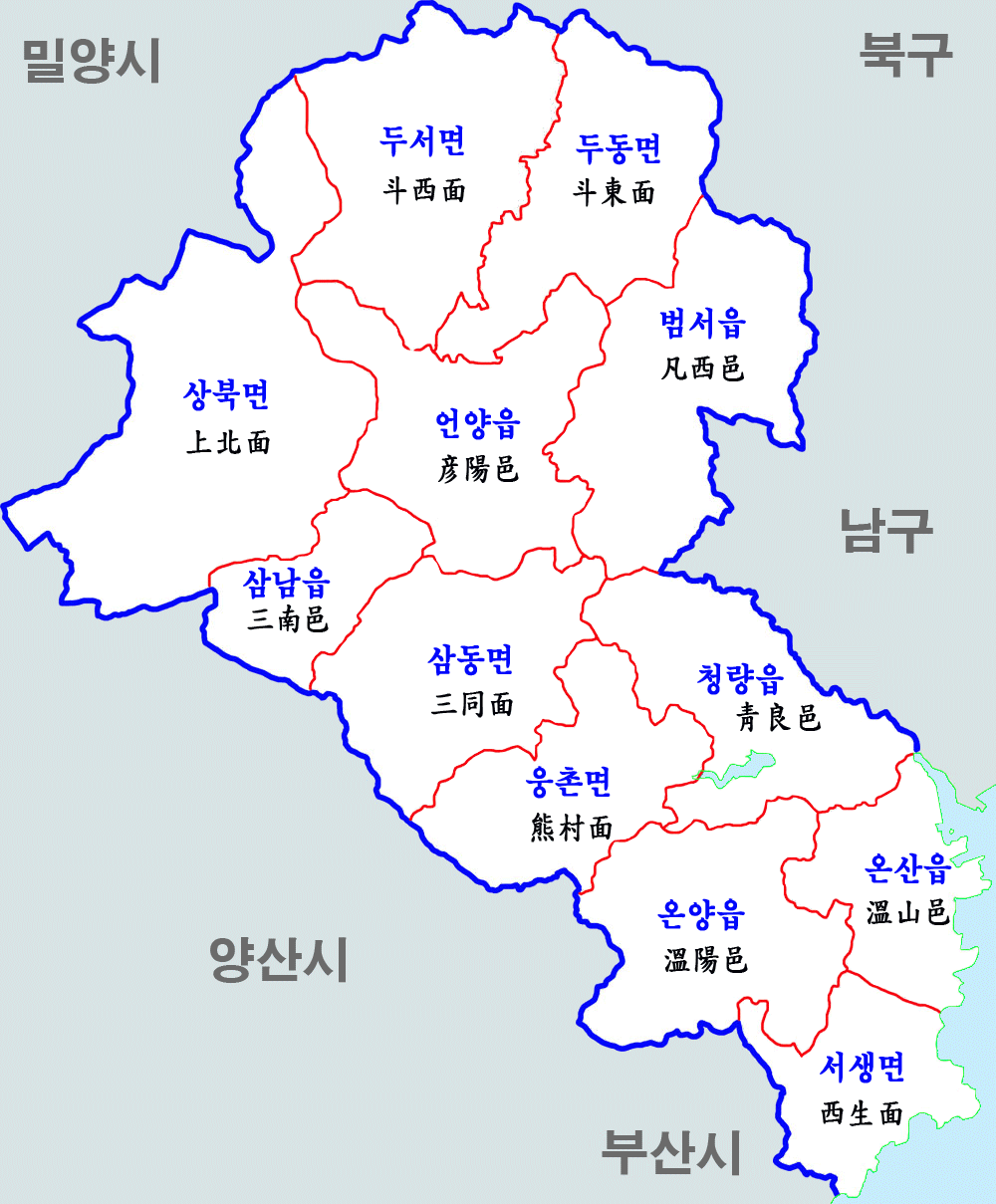
울주군의 행정구역

| 읍·면  | 한자   | 면적 (km2) | 인구    | 세대   |
| ------ | ------ | ---------- | ------- | ------ |
| 온산읍 | 溫山邑 | 39.7       | 20,403  | 10,906 |
| 언양읍 | 彦陽邑 | 68.8       | 28,217  | 12,342 |
| 온양읍 | 溫陽邑 | 64.0       | 28,675  | 12,297 |
| 범서읍 | 凡西邑 | 77.1       | 69,484  | 25,217 |
| 청량읍 | 靑良邑 | 60.0       | 19,024  | 8,436  |
| 삼남읍 | 三南邑 | 31.0       | 22,728  | 11,453 |
| 서생면 | 西生面 | 36.9       | 8,427   | 4,529  |
| 웅촌면 | 熊村面 | 52.0       | 7,701   | 4,188  |
| 두동면 | 斗東面 | 63.5       | 4,287   | 2,410  |
| 두서면 | 斗西面 | 78.8       | 3,108   | 1,908  |
| 상북면 | 上北面 | 123.4      | 7,964   | 4,220  |
| 삼동면 | 三同面 | 62.4       | 1,759   | 1,035  |
| 울주군 | 蔚州郡 | 757.4      | 221,777 | 98,941 |

## 인구
울산광역시 울주군의 연도별 인구(내국인) 추이
| 연도   | 총인구    | 인구그래프 | 비고 |
| ------ | --------- | ---------- | ---- |
| 1966년 | 120,629명 |            |      |
| 1970년 | 116,016명 |            |      |
| 1975년 | 115,942명 |            |      |
| 1980년 | 116,891명 |            |      |
| 1985년 | 118,691명 |            |      |
| 1990년 | 122,938명 |            |      |
| 1995년 | 184,993명 |            |      |
| 2000년 | 160,359명 |            |      |
| 2005년 | 164,146명 |            |      |
| 2010년 | 185,811명 |            |      |
| 2015년 | 222,739명 |            |      |

인구가 2021년까지는 증가하는 추세였으나, 2022년 9월부터는 인구가 감소세로 들어섰다.

## 교육 기관
- 국공립대학교

|  | - 울산과학기술원 |

- 사립전문대학

|  | - 춘해보건대학교 |

- 고등학교

|  | - 남창고등학교 - 범서고등학교 - 세인고등학교 - 언양고등학교 - 울산경영정보고등학교 | - 울산경의고등학교 - 울산과학고등학교 - 울산미용예술고등학교 - 울산산업고등학교 | - 울산상업고등학교 - 울산예술고등학교 |

## 교통

### 도로 교통
| 경부고속도로 · 1      | 통도사 하이패스 나들목 ↔ 통도사 나들목 ↔ 서울주 분기점 ↔ 서울산 나들목 ↔ 언양 분기점 ↔ 활천 나들목 ↔ 경주 나들목    |
| 함양울산고속도로 · 14 | 배내골 나들목 ↔ 서울주 분기점 ↔ 울주 분기점                                                                         |
| 울산고속도로 · 16     | 언양 분기점 ↔ 범서 나들목 ↔ 울산 분기점 ↔ 장검 나들목 ↔ 울산 나들목                                                 |
| 동해고속도로 · 65     | 장안 나들목 ↔ 온양 나들목 ↔ 청량 나들목 ↔ 울주 분기점 ↔ 문수 나들목 ↔ 울산 분기점 ↔ 척과구룡 나들목 ↔ 남경주 나들목 |

| 일반 도로 | 일반 도로 | 일반 도로 | 일반 도로              | 일반 도로 | 일반 도로 | 일반 도로 | 일반 도로 | 일반 도로 | 일반 도로 |
| --------- | --------- | --------- | ---------------------- | --------- | --------- | --------- | --------- | --------- | --------- |
| 7         | 웅촌로    | 14        | 관문로, 두산로, 남창로 | 24        | 울밀로    | 31        | 해맞이로  | 35        | 반구대로  |
| 34        | 삼동로    | 69        | 운문로, 배내로         | 921       | 삽재로    | 1028      | 광청길    | 1081      | 삼정로    |

### 철도 교통
| 경부고속선 | 경주역 ↔ 울산역(통도사) ↔ 부산역 |

| 동해선     | 개운포역 ↔ 덕하역 ↔ 망양역 ↔ 남창역 ↔ 서생역 ↔ 월내역 |
| 울산신항선 | 망양역 ↔ 용암역 ↔ 울산신항역                          |
| 온산선     | 남창역 ↔ 온산역                                       |

| ● 동해선 광역전철 (부산·경남권 통근 전철) | 개운포역 ↔ 덕하역 ↔ 망양역 ↔ 남창역 ↔ 서생역 ↔ 월내역 |

### 버스
| 언양시외버스터미널 | 시외/시내버스 노선 운행 |

## 문화/관광
- 영남알프스
- 반구대 암각화(국보 제285호)
- 천전리각석계곡
- 작천정계곡
- 자수정동굴나라

### 특산품
- 언양 불고기

## 자매 도시
| 지역 & 국가 | 도시             | 도시                                                   |
| ----------- | ---------------- | ------------------------------------------------------ |
| 일본        | 나가사키현       | 쓰시마시                                               |
| 중국        | 랴오닝성(辽宁省) | 선양시(沈阳市) 선베이 신구(沈北新区)                   |
| 중국        | 랴오닝성(辽宁省) | 판진 시(天津市)                                        |
| 중국        | 산둥성(山东省)   | 웨이하이시(威海市) 원덩구(文登区)                      |
| 중국        | 산둥성(山东省)   | 칭다오시(青岛市) 라이시시(莱西市) · 자오저우시(胶州市) |

## 같이 보기
- 대한민국의 구 목록
- 간절곶